# Metanarratívák
A metanarratívák vagy nagy elbeszélések olyan átfogó magyarázó rendszerek vagy történetek, amelyek célja, hogy egyetemes érvényű értelmezési keretet adjanak az emberi tapasztalatok, a történelem vagy a tudás egészére vonatkozóan. A fogalom szorosan kapcsolódik a posztmodern gondolkodáshoz, különösen Jean-François Lyotard munkásságához, aki kritikusan viszonyult ezekhez a nagy elbeszélésekhez.

## Jellemzők
A metanarratívák főbb jellemzői:
- Átfogó magyarázatot kínálnak a valóság egészére vagy annak jelentős részére
- Gyakran történeti vagy fejlődési ívet rajzolnak fel
- Céljuk a legitimáció és az igazolás
- Általában egy adott ideológiai vagy filozófiai rendszer részét képezik

### Példák
Néhány példa a metanarratívákra:
- A felvilágosodás eszméje a racionális gondolkodás és a tudomány fejlődéséről
- A marxizmus történelemszemlélete az osztályharcról és a kommunizmus eljöveteléről
- A kereszténység üdvtörténeti narratívája
- A modernitás haladásba vetett hite

## Kritika a posztmodern gondolkodásban
A posztmodern filozófia, különösen Lyotard munkássága nyomán, erősen kritizálja a metanarratívákat. Lyotard A posztmodern állapot című művében kifejti, hogy a posztmodern kort a „nagy elbeszélésekkel szembeni bizalmatlanság” jellemzi. A posztmodern gondolkodók szerint:
- A metanarratívák túlzottan leegyszerűsítik a valóságot
- Elnyomják a különbözőséget és a sokféleséget
- Gyakran szolgálnak hatalmi érdekeket
- Nem képesek megragadni a társadalmi és kulturális tapasztalatok komplexitását

## Hatása
A metanarratívák kritikája jelentős hatást gyakorolt a 20. század végi és a 21. század eleji gondolkodásra:
- A társadalomtudományokban megnövekedett az érdeklődés a helyi, kontextusfüggő narratívák iránt
- Az irodalomelméletben és kultúratudományokban előtérbe került a sokféleség és a különbözőség vizsgálata
- A politikaelméletben megkérdőjeleződtek az egyetemes érvényűnek tartott ideológiák